# Кордит

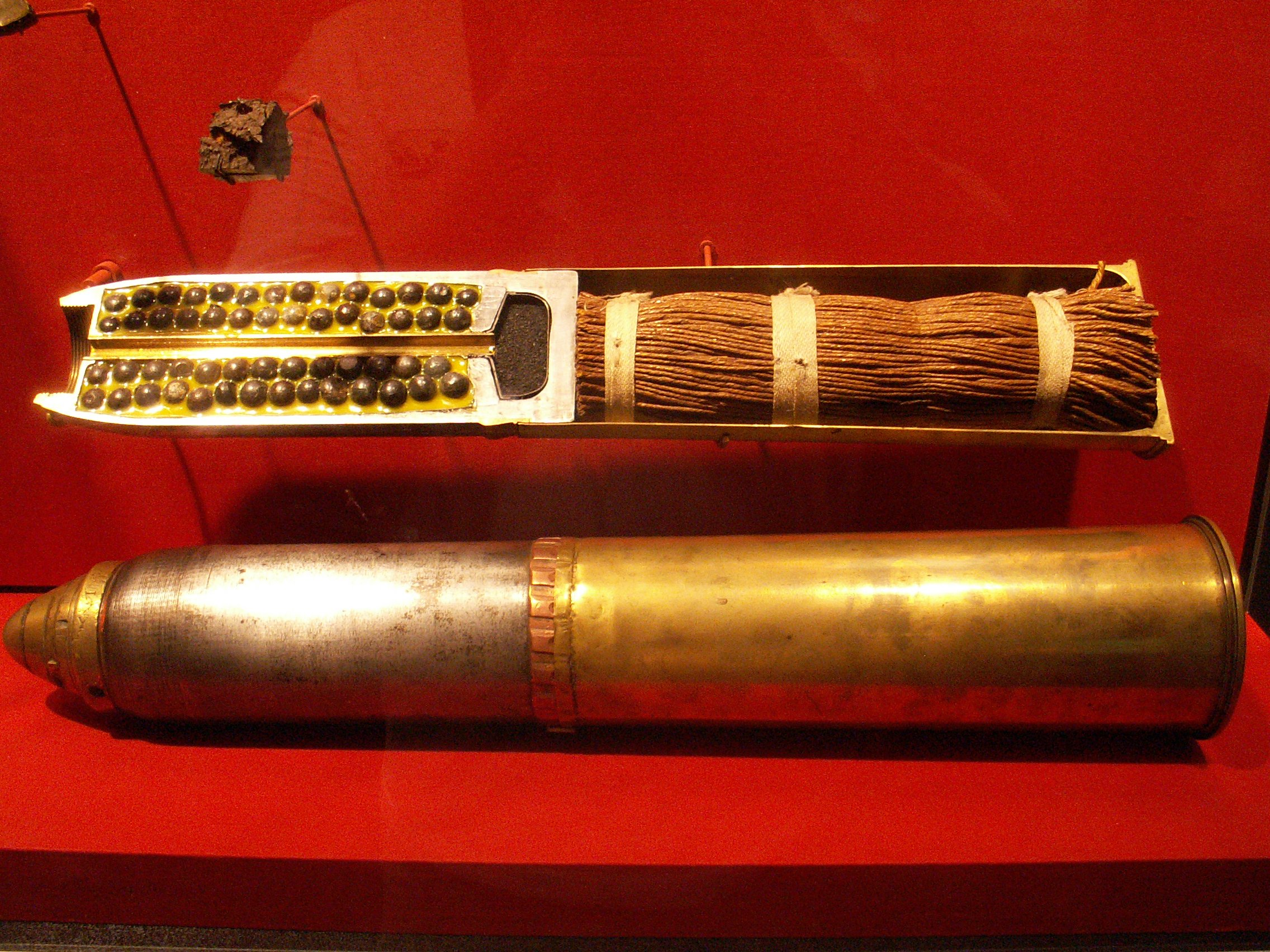
Снаряд с метательным зарядом из кордита, представленный в Канадском военно-историческом музее, Оттава

Кордит — название одного из видов нитроглицеринового бездымного пороха. Он был изобретён английскими химиками сэром Ф. Абелем и профессором Дж. Дьюаром в 1889 году. После надлежащего испытания принят на вооружение в Англии как метательный состав для личного стрелкового оружия и артиллерии.

## Баллистит и кордит
В 1887 году в Великобритании Альфред Нобель разработал баллистит, один из первых нитроглицериновых бездымных порохов, состоящий в одном из последних вариантов из равных частей пироксилина и нитроглицерина.
Баллистит был модифицирован Фредериком Абелем и Джеймсом Дьюаром в новый состав — кордит. Он также состоит из нитроглицерина и пироксилина, но использует самую нитрированную разновидность пироксилина, нерастворимую в смесях эфира и спирта, в то время как Нобель использовал формы, растворимые в данных смесях.
Это привело к войне патентов между Нобелем и изобретателями кордита по поводу получения британских патентов. Нобель считал, что его патент включает в себя также и кордит, и это стало предметом ожесточённых судебных разбирательств между ним и Британским правительством в 1894 и 1895 гг. Вопрос усложнялся тем, что на практике невозможно приготовить одну из форм в чистом виде, без примеси второй. В итоге, суд вынес постановление не в пользу Нобеля.
В 1889-м году британский патент на похожий состав также получил оружейник Хайрем Максим, а в 1890-м году его брат Хадсон Максим запатентовал состав в США.

## История
История кордита тесно связана с другим, столь же важным нитроглицериновым порохом, изобретённым известным в Европе нитроглицериновым заводчиком Нобелем ещё в 1887 г. и под именем баллистита введённым с 1890 г. для военной стрельбы в Италии и отчасти Германии и Австрии. Оба вида бездымного пороха представляют физически однородные, коллоидальные сочетания нитроглицерина и пироксилина, приведённые в формы, удобные для стрельбы; различия касаются, главным образом, с одной стороны — состава, применяемого для приготовления пироксилина, с другой — технологии изготовления. В то время как Нобель употребляет для своего пороха растворимый в смеси спирта с эфиром (так назыв. коллодионный) пироксилин с 11,2 % азота, близкий по своему составу к четырёхазотной клетчатке C12H16O6(NO3)4, Абель и Дьюар берут лишь отчасти нерастворимый в той же смеси (обыкновенный) пироксилин с 12,7 % азота, отвечающий, по составу, пятиазотной клетчатке C12H15O5(NO3)5. Растворимый пироксилин обладает способностью растворяться прямо в нитроглицерине и потому образует с ним желатинообразное сочетание при простом нагревании, обыкновенный же пироксилин лишен этой способности и может образовать подобные сочетания, как показали Абель и Дьюар, лишь при содействии подходящего летучего растворителя, откуда — различие в основе фабрикации того и другого пороха: баллистит желатинируется посредством нагревания, кордит — с помощью летучего растворителя. Оба вида пороха имеют много общего в своих свойствах: 
1) По анализам, произведенным в научно-технической лаборатории морского ведомства П. П. Рубцовым, кордит, кроме вышеозначенных двух составных веществ, заключает в себе вазелин, а именно содержит: нитроглицерина 57,64% (с 18,3% азота), пироксилина 37,23% (с 12,7% азота), вазелина 5,14%. Баллистит же состоит из нитроглицерина 48,4% (с 18,2% азота), растворимого пироксилина 51,6% (с 11,3% азота). Способ фабрикации кордита известен точно, относительно же баллистита имеются только общие сведения. При производстве кордита для придания смеси коллоидального состояния в качестве растворителя применяется ацетон (см.). Эта бесцветная жидкость, кипящая при 56°, растворяет составные части кордита и после испарения оставляет однородное физически студенистое тело. Берут обычно ацетона в количестве 1/5 или даже 1/6 веса пироксилина и нитроглицерина вместе. Отвесив указанные вещества в требующейся пропорции, поступают далее таким образом.

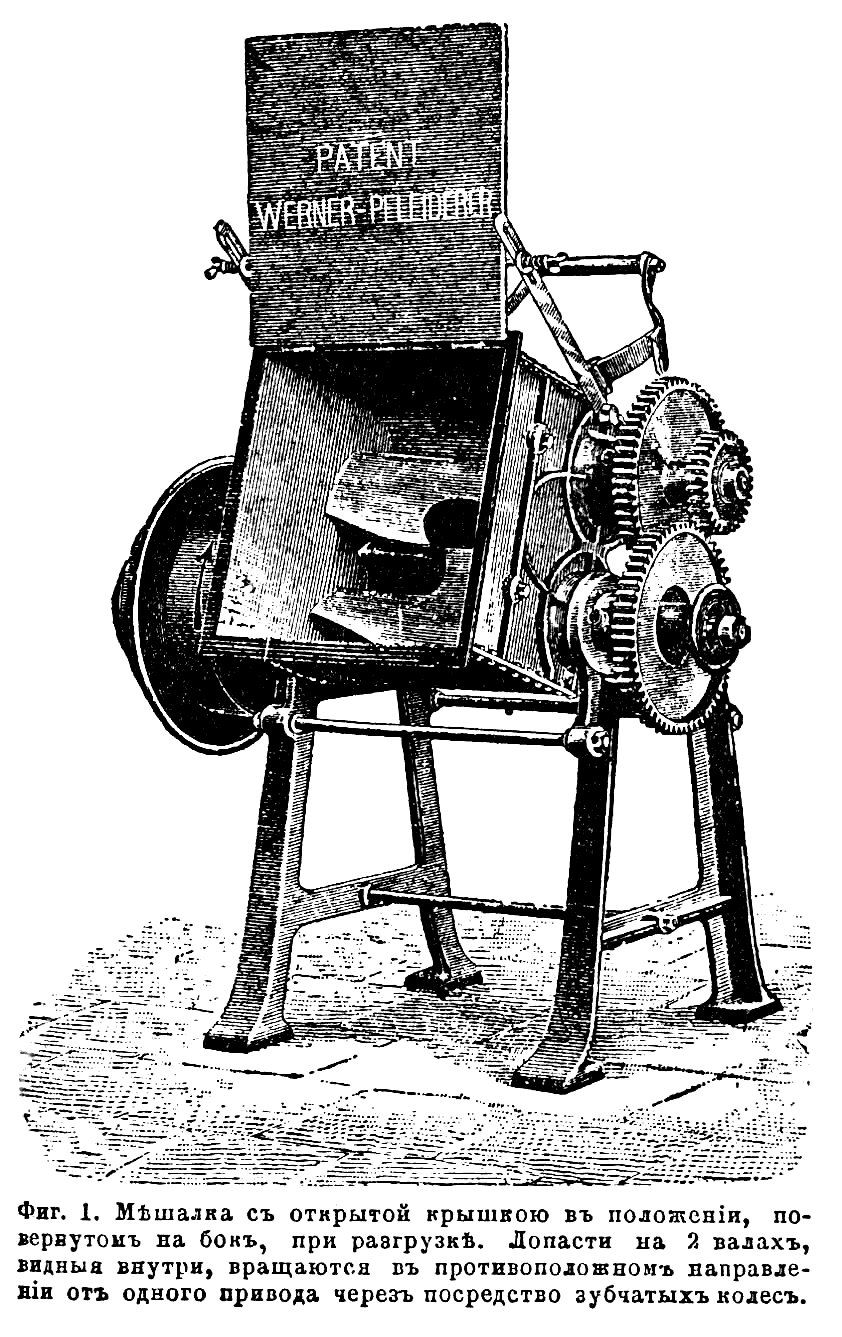
Фиг. 1. Мешалка с открытой крышкой в положении, повернутом на бок, при разгрузке. Лопасти на 2 валах, видные внутри, вращаются в противоположном направлении от одного привода через посредство зубчатых колес.
Высушенный пироксилин всыпается в мешалку, сходную по своему устройству с хлебомесилками Вернера и Пфлейдерера (фиг. 1); растворив нитроглицерин в ацетоне, прибавляют раствор к пироксилину и затем — отдельно вазелин, приведённый нагреванием в жидкое состояние. Закрыв мешалку герметической крышкой и давая вращение валом с лопастями, производят перемешивание и растирание, пока смесь не превратится в однородную пластическую массу (в течение 2—3 час.); эта операция называется желатинацией. Желатинированная масса затем перекладывается в пресс (вертикальный или горизонтальный), в дно которого вставлена матрица С с отверстиями соответственной величины (фиг. 2); давая ход поршню В через эти отверстия масса выдавливается в виде непрерывных струн, которые наматываются на вращающиеся катушки или барабаны

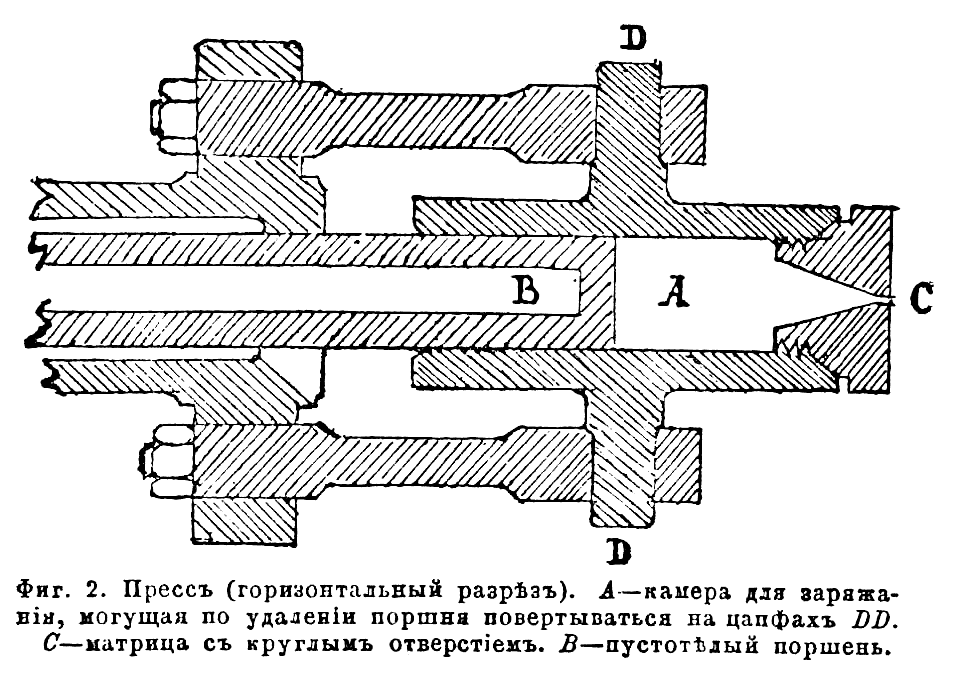
Фиг. 2. Пресс (горизонтальный разрез). А — камера для заряжения, могущая по удалении поршня повертываться на цапфах DD. C — матрица с круглым отверстием. В — пустотелый поршень.

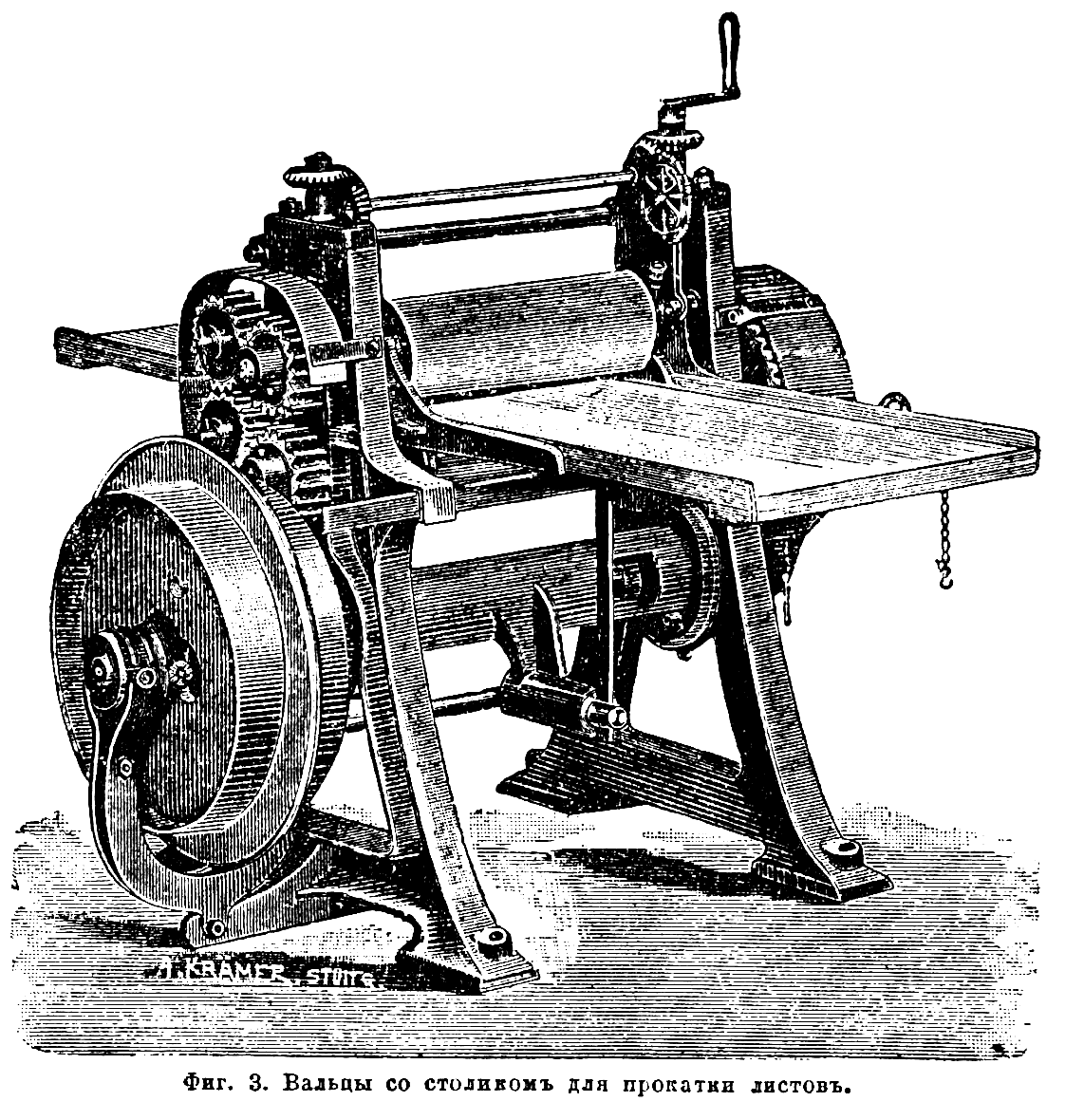
Фиг. 3. Вальцы со столиком для прокатки листов.

Полученные нити кордита в свежем состоянии мягкие и имеют резкий запах ацетона. Со временем ацетон испаряется, и кордит постепенно становится твёрже, лишаясь своего запаха. Тогда их разрезают на более короткие куски в резаках, позволяющих автоматически придавать этим кускам всякую желаемую длину. После того остается только окончательно высушить нарезанные куски для полного удаления растворителя. С этой целью они раскладываются тонким слоем на полотняных лотках и помещаются на полках в сушильных шкафах, через которые прогоняется поток теплого воздуха. При сушке нельзя применять высокие температуры, так как нитроглицерин сам способен испаряться, особенно вместе с испаряющимся одновременно растворителем, а это влечет за собой изменение состава продукта и постепенное загрязнение самой сушильни осаждающимися парами нитроглицерина, что грозит взрывом. Поэтому в сушильнях обычно применяют температуру не более 40 °C, или же, что ещё лучше, оставляют порох на открытом воздухе при обычной комнатной температуре. При производстве баллистита совсем не приходится иметь дело с этой операцией, хотя безопасность изготовления от того не увеличивается, так как испарение нитроглицерина возможно при любом нагреве, которые используются в способе Нобеля. Отвесив высушенный вполне или до определенной (небольшой) степени влажности коллодионный пироксилин, погружают его в охлажденный до 8 °C избыток нитроглицерина в специальном сосуде, позволяющем выкачать из него воздух при действии разрежающей помпы; по мере удаления пузырьков воздуха из массы, нитроглицерин совершенно заполняет поры пироксилиновой мезги, а охлаждение препятствует значительному растворению последней. Полученная смесь затем подвергается отжиму в центрифуге (или прессе) до тех пор, пока количество собираемого отжатого нитроглицерина не покажет, что вес его, оставшийся в мезге, как раз равен весу последней. С целью ослабить растворяющее действие на холоде, а также для нейтрализации могущей появиться при дальнейшей обработке азотной кислоты, к нитроглицерину предварительно прибавляется около 1 % какого-нибудь растворимого и нелетучего амина. Отжатая плотная масса разламывается на куски, и последние помещаются в сосуды, нагреваемые водой до 80°; наблюдая за толщиной кусков, через некоторое время масса делается пластической, желатинируется и становится неспособной выделять нитроглицерин ни при каких давлениях. Тогда куски вынимаются и кладутся на столик, с которого, с помощью деревянного скребка, затем подвигаются к нагретым до той же температуры (горячей водой или паром) вальцам (фиг. 3) для получения в листов толщиной в 1—2 мм.
Если листы являются прозрачными и без пятен, то они прямо свертываются в куски, подобно тканям, и подвергаются дальнейшей переработке. В противном случае (что бывает чаще всего), складывая их вдвое, вчетверо и т. д., пропускают ещё несколько раз между теми же нагретыми вальками; при этом пятна, происходящие от неподвергшихся желатинации частей массы, постепенно разминаются и, желатинируясь, исчезают. Чтобы облегчить выход воздушных пузырьков при повторной прокатке, сложенные друг с другом листы, перед поступлением в вальки, надрезаются вдоль на столике, с которого производится подача их, тем более, что горячее вальцевание, как бы ни были неправильны надрезы, всегда снова спаивает массу в однородные листы. Из полученных прозрачных тонких листов таким же образом получаются более толстые и т. д. Остаётся превратить теперь эти листы в зерна, которым Нобель придаёт или кубическую форму или же форму брусков с квадратным сечением. С этой целью в специальных машинах листы разрезаются вдоль и поперёк, что можно производить либо по отдельности (сначала продольную резку, затем поперечную, напр. для брусковых форм), или в одной и той же резке (напр. для мелких кубических форм).
2) Свойства обоих видов пороха близки между собой. По внешнему виду они отличаются только формой: кордит — проволочной формы (откуда и само название его от английского слова corde — проволока), баллистит — кубической или брусковой формы. Удельный вес баллистита 1,64, а кордита - 1,56; эта разница в удельном весе обусловливается примесью в кордите вазелина. Оба очень гибки, представляют значительное сопротивление разрыву, имеют темно-бурый цвет, в тонком слое прозрачны, легко режутся ножом, почти совсем не гигроскопичны и даже в насыщенном водяными парами пространстве при обычной температуре, могут поглотить не более 1% влажности. Оба проявляют также почти одинаковую чувствительность к нагреванию при установленных для всяких видов бездымного пороха пробах Абеля и Вьеля (см. Нитроклетчатка), а именно:
а) при пробе Абеля (нагреванием при 65 °C), в одинаковых условиях, жёлтая полоска на йодокрахмальной бумажке, означающая выделение достаточного количества окислов азота, появляется через 30—45 минут; 
б) при пробе Вьеля (нагреванием при 110 °C), также в одинаковых условиях, окрашивание нормальной лакмусовой бумажки в красный цвет от выделяющихся кислых паров наступает через 1 ч. 30 м — 2 ч. 
Сравнение нитроглицериновых порохов с видами бездымного пороха из одной нитроклетчатки показывает, что последние значительно превосходят их в этом отношении, выдерживая пробу Абеля до 3½ часов, а пробу Вьеля до 8 часов и более. Однако, наблюдения, сделанные в Англии над кордитом, совершившим кругосветное плавание под тропиками, убедили, что после этого он не изменил своих свойств ни химических, ни баллистических, и потому сравнительно большая чувствительность к нагреванию не может препятствовать принятию его для военной стрельбы. Если тот и другой порох нагревать в пробирке, помещенной в парафиновую ванну, температура которой постепенно повышается со средней скоростью 5° — 6° в минуту, то кордит взрывается при температуре около 175°, а баллистит - около 185°. К удару между железными поверхностями оба почти одинаково чувствительны, причём взрывается собственно очень малая часть, подвергшаяся непосредственно механическому действию, соседние же части разбрасываются в стороны без изменения; но все попытки произвести детонацию их зарядов с помощью капсюля с чистой гремучей ртутью или посредством запального патрона из прессованного пироксилина не привели ни к чему; заряды при этом или разбрасываются в стороны, или подвергаются только постепенному сгоранию, как при воспламенении накаленным телом. При употреблении для стрельбы в пушках, для уничтожения так называемой "затяжки", между зарядом и капсюлем (ударным или гальваническим) помещают передаточный воспламенитель, состоящий из нескольких граммов чёрного пороха. Газы, развивающиеся при горении обоих порохов в запертом пространстве, состоят из углекислоты, окиси углерода, водорода, воды и азота. На основании исследований С. П. Вуколова в научно-технической лаборатории морского ведомства, 1 кг баллистита, при плотности заряжания 0,014, дает 0,187 кг жидкой воды или 233 л водяного пара, и 575 л сухих газов, измеренных при 0° и 760 мм давления, в 100 объёмов которых содержится:
- углекислого газа 35,0%
- окиси углерода 34,1%
- водорода 9,9%
- азота 21,0%

При этом на 1 кг пороха выделяется 1310 калорий тепла, считая воду жидкой; если же её принять газообразной, то есть общий объём газообразных продуктов горения 808 л, то количество отделяющегося тепла будет 1198 кал. Нобель, производя определения при больших плотностях заряжания, нашёл для общего объёма газов ту же величину 808 л, но количество отделяющегося тепла больше, а именно — 1365 кал. (считая воду жидкой) или 1269 (считая воду газ.). По исследованию того же Нобеля (а также Абеля и Дьюара), кордит (диаметром 1,2 мм), сгорая под давлением (окончательным) в 1524 атм., дает на 1 кг заряда: 0,1563 кг жидкой воды, пахнущей аммиаком (или 194 л водяного пара) и 698 л сухих газов при 0 °С и 760 мм, содержащих по объёму:
- углекислого газа 32,0%
- окиси углерода 32,9%
- водорода 18,0%
- азота 17,1%

и выделяет 1272 кал. тепла (считая воду жидкой), или 1178 кал., считая воду газообразной. С увеличением плотности заряжания или давлений, под которыми горение совершается, пропорции углекислого газа и водорода возрастают, пропорции же окиси углерода и воды, наоборот, уменьшаются. Вместе с тем, замечено, что состав газов и, следовательно, общий их объём и количество отделяемого тепла изменяются в зависимости от размеров зерен пороха; например, для более толстых струн кордита (диаметром 6,5 мм) Нобель получил, при давлении 1524 атм., на 1 кг заряда: 0,155 кг жидкой воды (с сильным запахом аммиака) или 192,5 л водяного пара, 692 л сухих газов с составом по объёму 28,4% СО2, 33,8% СО, 24,4% H2 и 13,4% азота, при выделении тепла 1284 кал. (считая воду жидкой), или 1189 кал. (считая воду газообразной). Очевидно, вследствие содержания значительных количеств окиси углерода, продукты горения как баллистита, так и кордита, должны быть сильно ядовиты при вдыхании, что необходимо иметь в виду, применяя их для стрельбы из пушек в закрытых казематах и башнях.
Пользуясь, с одной стороны, приведенными опытными данными о горении, а с другой — теми общими отношениями, которые найдены для всех вообще взрывчатых веществ (см.), вычислением находим, что баллистит, сгорая, развивает температуру Т = 3000 °C и силу f = 10000 кг на 1 см², для К. же Т = 2850 °C и f = 10500 кг на 1 см². Откуда видно, сила кордита больше, чем баллистита, но температура его газов меньше, что обусловливается примешиванием вазелина. Давления, вычисленные [Вычисления сделаны по формуле р = f Δ /(1— БΔ), где Б — коволюм, принятый, согласно современным воззрениям, равным всегда 0,001 объёма газов при нормальных условиях, то есть для баллистита Б = 0,808, для кордита = 0,890.] по найденным величинам f, согласуются достаточно с измеренными непосредственно в бомбе Сарро и Вьеля (см. Взрывчатые вещества), при тех же плотностях заряжания. Например, для баллистита:
| При плотности заряжания, Δ | Вычисленные давления, р | Опытные давления |
| -------------------------- | ----------------------- | ---------------- |
| 0,10                       | 1088                    | 1130             |
| 0,15                       | 1706                    | 1625             |
| 0,18                       | 2105                    | 2125             |
| 0,20                       | 2386                    | 2320             |

Для кордита, при Δ = 0,20, вычисленное давление = 2550 кг на 1 см², найденная же опытом величина = 2490 кг 
5) При горении на открытом воздухе, под обыкновенным атмосферным давлением, оба вида пороха сгорают медленнее обычного дымного пороха, выбрасывая из горящей поверхности тонкие, шипящие лучи пламени, характерные для горящего нитроглицерина; это показывает, что, в действительности, нитроглицерин и в том, и в другом порохе стремится сгорать как бы раньше находящегося в сочетании с ним пироксилина, оставляя последний догореть после. Подобным образом происходит горение и в запертой прочной камере, то есть, под постепенно возрастающими давлениями. В самом деле, Вьелль показал, что, если при одной и той же плотности заряжания в регистрирующей манометрической бомбе (см. Взрывчатые вещества) взрывать одинаковые по весу заряды рассматриваемых порохов, изменяя размеры зерен, то, при условии геометрического подобия этих зерен, времена полного сгорания зарядов прямо пропорциональны толщине зерен; такая же пропорциональность может получиться лишь в том случае, когда сгорание каждого зерна происходит последовательно параллельными слоями, то есть действительно точно так же, как и на открытом воздухе, хотя бы при этом нитроглицерин и стремился выгорать раньше [Стремление нитроглицерина сгорать раньше пироксилина могло бы нарушить получающуюся пропорциональность лишь при больших размерах зерен; в опытах же Вьелля толщина не превосходила 3,5 мм.]. С другой стороны, принимая в каждый данный момент горения давление газов в бомбе равномерным и в то же время равновесие между этим давлением и сжатием Крёшера непрерывно существующим, Вьелль по кривым этих сжатий и, следовательно, давлений газов от самого начала горения до конца, на основании тех же опытов мог вычислить пропорции зарядов, сгоревших через равные промежутки времени, и, зная число зерен и размеры их — найти и толщины сгоревших слоев через те же промежутки времени. Отсюда же легко можно было вычислить:
а) элементарные скорости горения и 
б) изменения этих скоростей с увеличением давления, а именно: эта скорость u в см выражается показательными формулами — для кордита u = 0,496 p0,55, для баллистита u = 0,265 p0,6, где p — давление в кг на 1 см². Заметим, что прежние дымные порохи обычно не обладали способностью сгорать параллельными слоями: при воспламенении в прочных оболочках зерна их разбиваются внедряющимися в их поры накаленными газами на более мелкие части, которые и сгорают самостоятельно. Лишь специальные сорта этих порохов, приготовленные из мякоти под давлением до 3600 атм., в этом отношении сходны с описанными нитроглицериновыми; напр., такой сорт бурого пороха показывает элементарную скорость горения, выражаемую формулой u = 0,922 p0,25.
Способность баллистита и кордита сгорать параллельными слоями делает очень лёгким выбор величины их зерен для орудий различных калибров, а равно и достижение правильности их баллистического действия. Следующие данные показывают, какими зарядами, при каких условиях и какие начальные скорости получаются с обоими этими порохами. В русской 3-линейной винтовке с пулей весом 13,7 гр., заряд в 2,0 гр. баллистита в виде кубиков со стороной 0,9 мм дает начальную скорость v = 615 м/с, при наибольшем давлении на дно канала p =2250 атм.; для кордита же в виде струн диаметром в 0,9 мм при заряде также в 2,0 гр. получаются v = 620 м/с, p = 2300 атм. В легкой (полевой 8,7-сантиметровой пушке) со снарядом в 16¾ фунта баллистит, в виде перевязанных пучков из брусочков, длиной 170 мм, с квадратным поперечным сечением в 3 мм в стороне, при заряде в 0,688 кг дает v = 490 м/с, p = 1370 атм.; для получения же v = 435 м/с достаточен заряд его в 0,614 кг, между тем как чёрный, дымный крупнозернистый порох для этого должен быть взят в количестве 1,4 кг, то есть в 2,28 раза большем. Наилучшие результаты получаются в более длинных современных пушках, допускающих стрельбу при развитии давления в канале свыше 3200 атмосфер, а именно: по английским опытам, произведенным с 6" пушкой в 100 калибров длиной, заряд кордита диаметром 10,1 мм, весом 12,465 кг, в этих условиях сообщает снаряду весом 45,168 кг начальную скорость 1000 м/с, но по мере уменьшения длины скорости уменьшаются следующим образом:
Длина = 40 калиб. = 50 калиб. = 75 калиб.
Начальная скорость = 851 м/с = 895 м/с = 965 м/с
Существенный недостаток обоих порохов при стрельбе проявляется, главным образом, в их способности производить быстрое выгорание канала орудий, которое, хотя и другого характера, сравнительно с бороздчатым выгоранием от бурого призматического пороха и представляет как бы только гладкое смывание металла, но все-таки крайне нежелательно, ввиду сокращения через это срока службы дорогостоящих пушек. Такое более сильное, чем обычно, выжигающее действие обусловлено теми высокими температурами, которые развиваются баллиститом и К. Для того Абель и Дьюар и прибавляют к кордиту вазелин, чтобы, понижая количество отделяющегося тепла и температуру газов, ослабить выгорание. Опыт, однако, показывает, что даже более значительные количества вазелина мало помогают делу; таким путём понижается только средняя температура газов, вырывающиеся же из горящей поверхности зерен лучи нитроглицеринового пламени будут, наверно, иметь температуру более высокую.

## Изображения

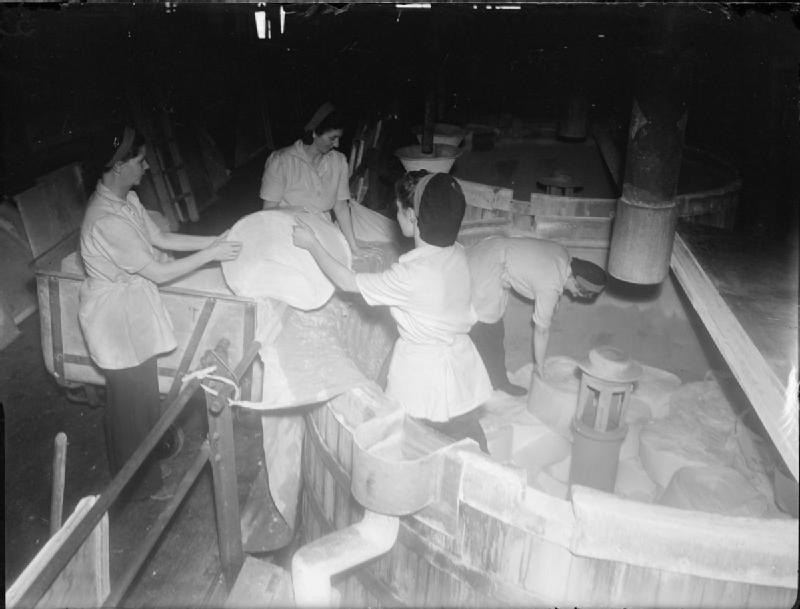
Загрузка сырья в чан для приготовления нитроцеллюлозы
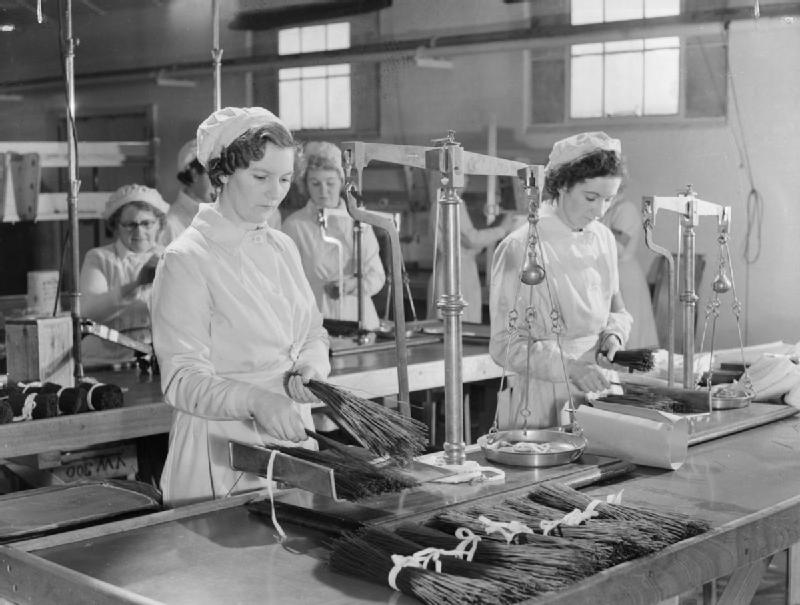
Взвешивание кордита перед упаковкой
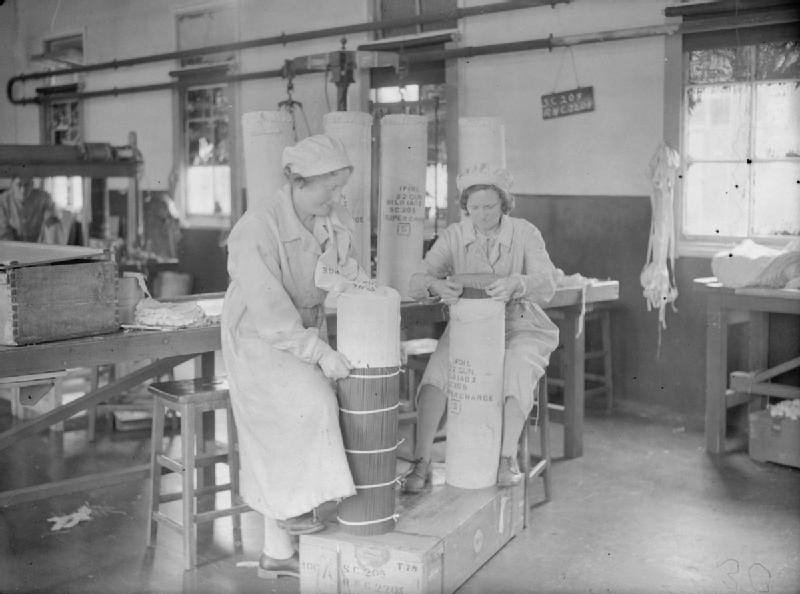
Упаковка кордита в заряды для 9,2-дюймовых орудий